# 诺让勒罗特鲁区
诺让勒罗特鲁区（法語：Arrondissement de Nogent-le-Rotrou）是法国厄尔-卢瓦省所辖的一个区。总面积811.1平方公里，总人口35376，人口密度44人/平方公里（2018年）。主要城镇为诺让勒罗特鲁。

## 辖区
诺让勒罗特鲁区辖有48个市镇。